# Txelopek
Txelopek (búlgar: Челопек) és un poble de la municipalitat de Vratsa, a la Província de Vratsa al nord-oest de Bulgària. Ubicat a la Serralada dels Balcans occidentals, és conegut com el poble de la casa de Baba Ilitsa l'heroïna del conte Una Dona búlgara d'Ivan Vàzov. La seva antiga casa original amb entramat de fusta ha estat reconstruïda i és actualment un museu de la seva vida, història local i etnografia.

## Vila del llibre
Des de finals de l'any 2019, Txelopek forma part de les viles del llibre europees.

## Galeria

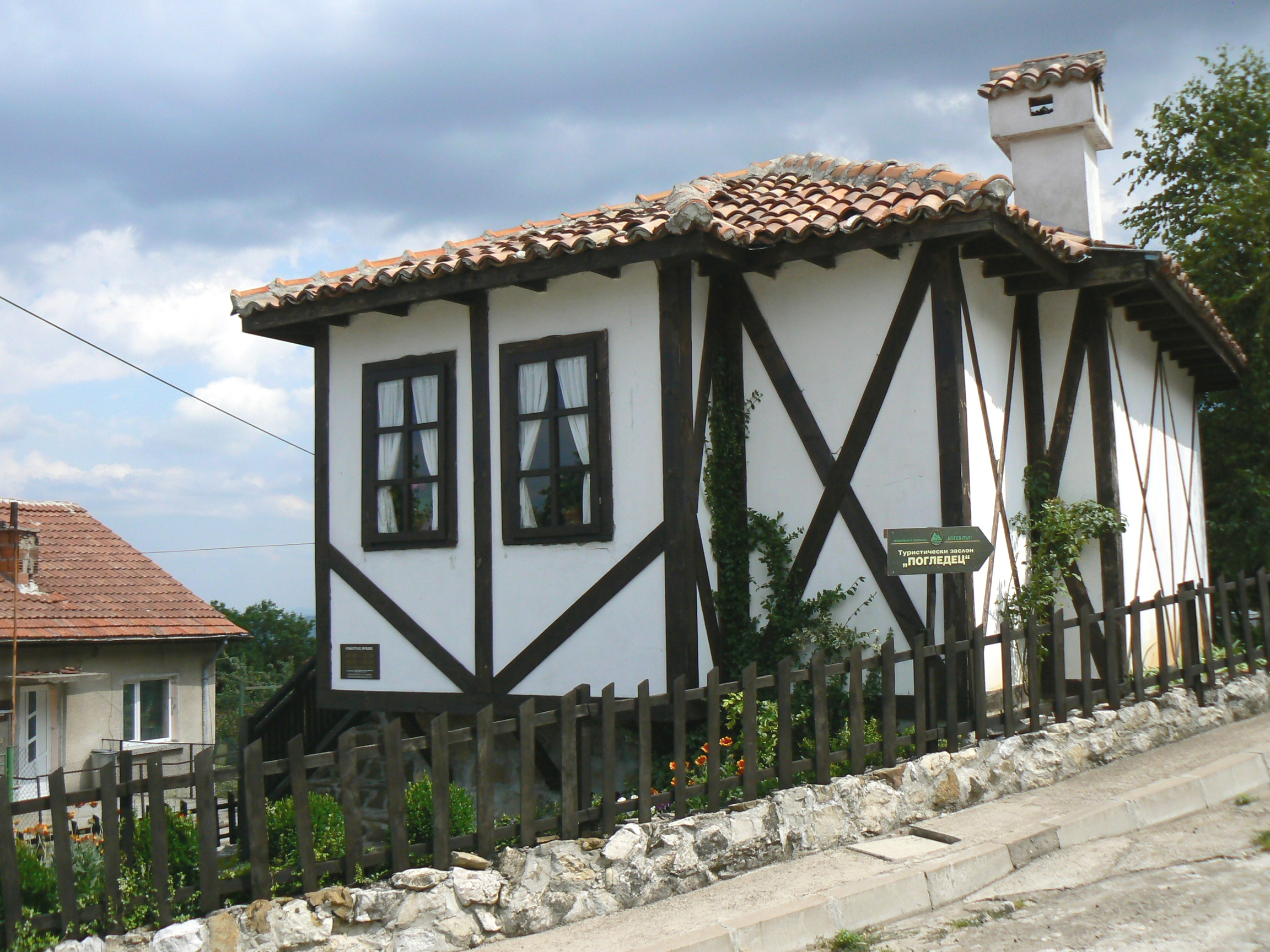
Baba Ilitsa - Casa museu exterior.
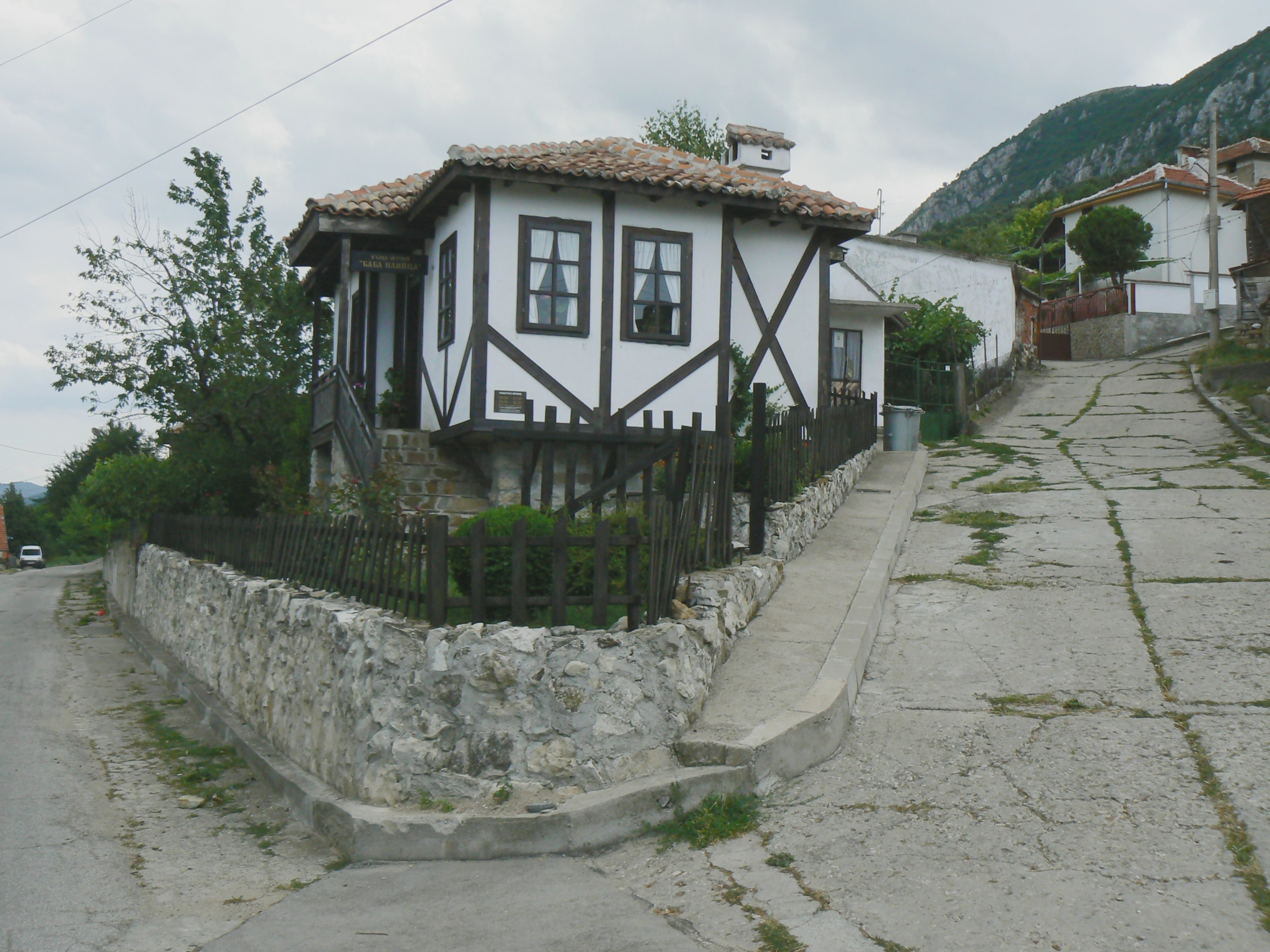
Casa museu exterior.
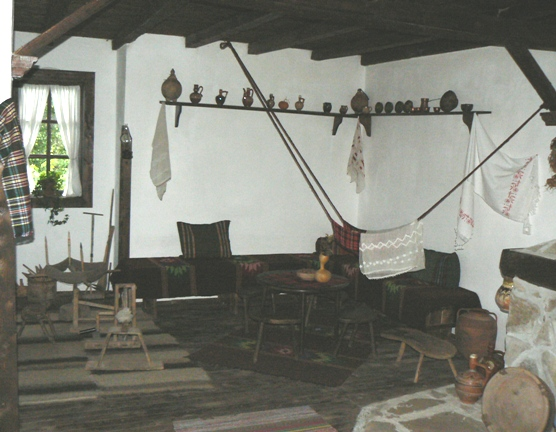
Interior de la casa museu.
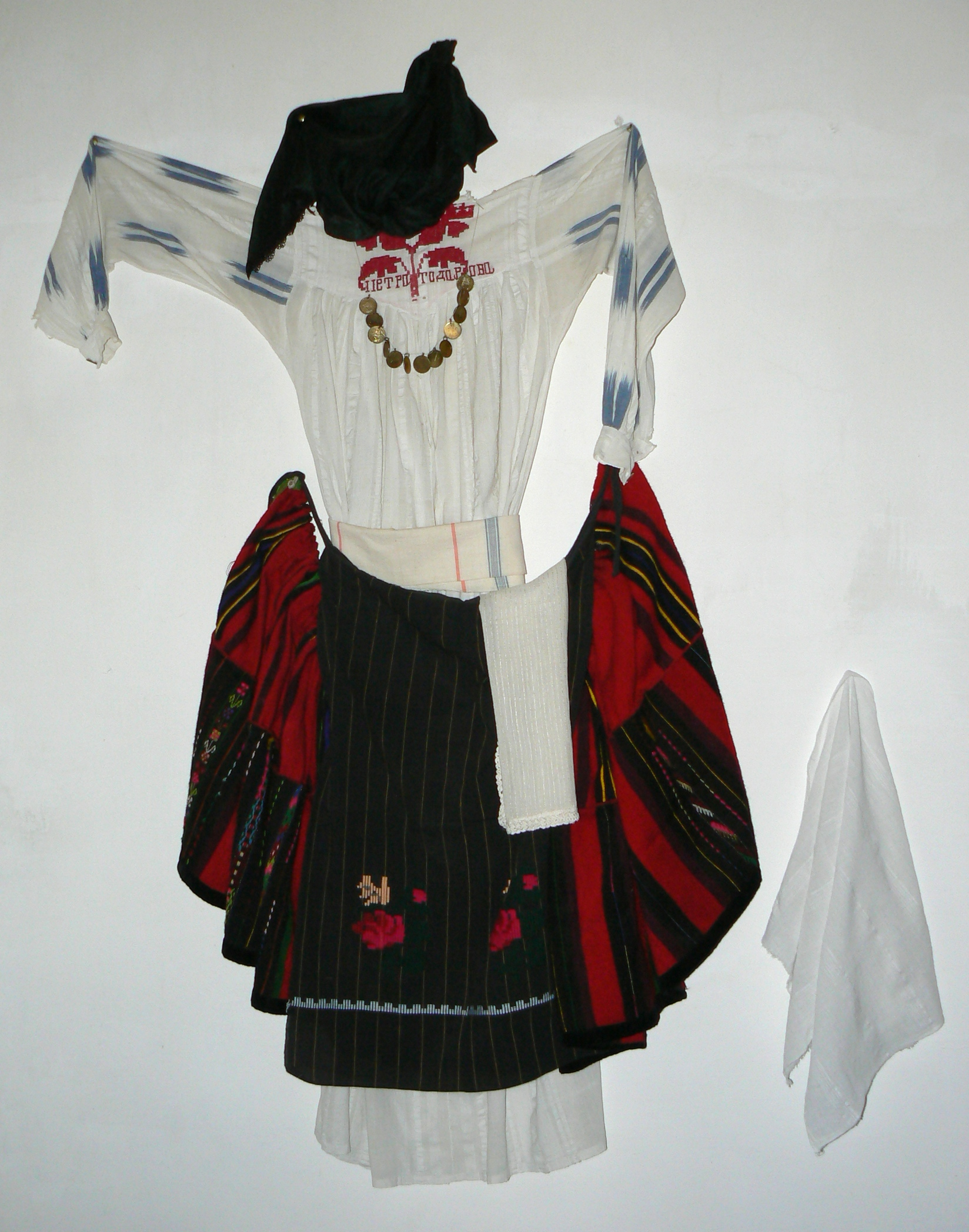
Vestit femení local.